# Никоновка (Полтавский район)
Ни́коновка — село в Полтавском районе Омской области России. Входит в Воронцовское сельское поселение.

## Физико-географическая характеристика
Село находится на юге Омской области, близ границы с Казахстаном.
Село расположено в пределах Ишимской равнины, являющейся частью Западно-Сибирской равнины, на высоте 123 метров над уровнем моря. Территория слабо дренирована, реки в окрестностях села отсутствуют. Поэтому все неглубокие ложбины в
селе и его окрестностях, к востоку от села, весной заполняются талыми водами, не пригодны для сельскохозяйственного использования и зарастают березняком и талой, образуя колки — островки леса среди полей.
Никоновка находится в 150 км к юго-западу от областного центра города Омск, в 12 км к юго-западу от районного центра Полтавка, в 8 км к юго-востоку от центра Воронцовского сельского поселения Воронцовка и в 74 км к югу от ближайших города и железнодорожной станции Исилькуль (по шоссейной дороге 86 км). Ближайшие от Никоновки населённые пункты — Щегловка и Ольгино.
Климат
Климат резко континентальный, со значительными перепадами температур как между климатическими сезонами, так и даже в течение суток (согласно классификации климатов Кёппена — влажный континентальный с тёплым летом (индекс Dfb)). Многолетняя норма осадков — 360 мм. Наибольшее количество осадков выпадает в июле — 63 мм, наименьшее в марте — 12 мм. Среднегодовая температура положительная и составляет +1,6 °С, средняя температура июля +19,8 °С, января −17,2 °С.
Часовой пояс
Никоновка, как и вся Омская область, находится в часовой зоне МСК+3. Смещение применяемого времени относительно UTC составляет +6:00.

## История
Основано в 1910 г. В 1928 году состояло из 97 хозяйств, основное население — украинцы. Центр Никоновского сельсовета Полтавского района Омского округа Сибирского края.

## Население
| 1926 | 2010 |
| ---- | ---- |
| 497  | ↘314 |

## Инфраструктура
В Никоновке работает школа.